# Karl Nordgård
Karl Nordgård, född 18 april 1887 i Fellingsbro församling, Örebro län, död 3 oktober 1963 i Saltsjöbadens församling, Stockholms län, var en svensk väg- och vattenbyggnadsingenjör. Han var far till Sigvard Nordgård.
Nordgård utexaminerades från Kungliga Tekniska högskolan 1911. Han blev ingenjör vid Stockholms stads stadsplanekommitté 1911 samt byråingenjör och avdelningschef i stadsplanenämnden 1922. Han skrev ett 50-tal uppsatser i trafikfrågor samt tekniska frågor gällande stadsplanering.